# Tubi
Tubi est une plate-forme de contenu over-the-top américaine et de vidéo à la demande financé par la publicité appartenant à Fox Corporation et offrant gratuitement la diffusion en ligne à partir d'une bibliothèque de films et de séries télévisées,. Le service a été lancé le 1er avril 2014 et est basé à San Francisco, en Californie,. En janvier 2021, Tubi comptait 33 millions d'utilisateurs actifs par mois.

## Histoire
Tubi a été fondé par Farhad Massoudi et Thomas Ahn Hicks d'AdRise à San Francisco, lancé en 2014 en tant que service gratuit,. En mai 2017, ils ont levé 20 millions de dollars américains dans le cadre d'une ronde de financement auprès de Jump Capital, Danhua Capital, Cota Capital et Foundation Capital. En juin 2019, Tubi a annoncé qu'elle comptait plus de 20 millions d'utilisateurs mensuels actifs, et plus tard en septembre, la société a signalé que les utilisateurs avaient diffusé 132 millions d'heures de contenu. En septembre 2020, la société faisait état de 33 millions d'utilisateurs mensuels.
Sandy Grushow, ancien président de Fox TV, est membre du conseil consultatif. Mark Amin, ancien vice-président de Lionsgate, est un investisseur. Adrise, la société derrière Tubi, a levé $4 millions de capital. Les principaux investisseurs sont Foundation Capital, Bobby Yazdani, Zod Nazem, SGH Capital et Streamlined Ventures.
En 2019, le PDG Farhad Massoud a annoncé que Tubi doublerait presque ses dépenses de 2018 en contenu sous licence, soit près de 100 millions de dollars. En février 2019, Tubi a signé un accord de distribution avec NBCUniversal, qui comprend 400 épisodes télévisés et films.
Le 25 septembre, Tubi est devenu disponible sur Vizio Smartcast. Le 21 octobre, Tubi a lancé Tubi Kids, un hub dédié au contenu du streamer centré sur les enfants via Roku et les appareils pris en charge.
En avril 2020, Fox Corporation a acquis Tubi pour 440 millions de dollars ; Farhad Massoudi resterait dans l'entreprise, qui continuerait en tant que filiale distincte. 

### Disponibilité mondiale
Tubi est devenu inaccessible, sans VPN, dans toute l'Union européenne à la suite de l'entrée en vigueur du RGPD le 25 mai 2018,. Il a ensuite été annoncé que Tubi serait relancé au Royaume-Uni au début de 2019,. Au 15 juillet 2024, Tubi n'avait pas encore relancé au Royaume-Uni. Selon leur site Web, ils « espèrent se relancer au Royaume-Uni et dans l'UE à l'avenir » et « travaillent sur la conformité [avec le RGPD] et prévoient de se relancer bientôt dans les pays européens ».
Tubi a officiellement été lancé en Australie le 1er septembre 2019.
En janvier 2020, Tubi a annoncé une expansion au Mexique, en partenariat avec TV Azteca.

## Programmation
En juin 2021, la programmation de Tubi comprend plus de 20 000 films et séries télévisées de plus de 250 partenaires de contenu. En plus de Fox Entertainment, d'autres fournisseurs ont inclus Metro-Goldwyn-Mayer, Gaumont Film Company, Paramount Pictures, Magnolia Pictures, Lionsgate, Skydance Media, ErosSTX, Bento Box Entertainment, Epic Pictures, Oscilloscope Laboratories, Sony Pictures, Constantin Film, Nordisk Film, Rat Pack Filmproduktion, Warner Bros., Studio 100, Your Family Entertainment, Shout! Factory, Nelvana, WildBrain, 9 Story Media Group, Boat Rocker Media, Bleecker Street, FilmRise, Bridgestone Multimedia, Wow Unlimited Media, Entertainment One, Regency Enterprises, Invincible Entertainment, TriCoast Worldwide, Funimation, Xilam, NBCUniversal, Viz Media et The Walt Disney Company,. Le service diffuse également des nouvelles locales des stations appartenant à Fox et de ses sociétés affiliées et présenterait également la programmation de Fox Weather.
Tubi utilise une plate-forme d'enchères en temps réel pour les annonceurs qui diffuse des publicités vidéo sur diverses plates-formes.
Le 30 avril 2021, Tubi a annoncé qu'il lancerait une liste de programmation originale à partir de l'automne 2021. Leur première série originale Freak Brothers sortira le 14 novembre 2021.

## Logos

Logo de 2017 à 2024
Logo depuis 2024